# Igreja Católica nas Ilhas Geórgia do Sul e Sandwich do Sul
A Igreja Católica nas Ilhas Geórgia do Sul e Sandwich do Sul é parte da Igreja Católica universal, em comunhão com a liderança espiritual do Papa, em Roma, e da Santa Sé. A ilha Geórgia do Sul não tem uma população permanente, mas apenas cientistas que lá permanecem durante um período do ano, enquanto que as ilhas Sandwich do Sul são desabitadas. Tal como as Ilhas Malvinas, esse arquipélago é disputado entre a Argentina e o Reino Unido. Ainda que ligadas à Igreja Católica inglesa, a atividade pastoral das ilhas também estão sob a direção da Igreja argentina, mais especificamente da Diocese de Río Gallegos.